# Warung Dowo
Warung Dowo is een bestuurslaag in het regentschap Pasuruan van de provincie Oost-Java, Indonesië. Warung Dowo telt 5702 inwoners (volkstelling 2010).